# Minaret de Vobkent
Le minaret de Vobkent est un monument historique situé dans la ville de Vobkent, dans la région de Boukhara. Il est construit en 1198 par Abdulaziz Sadr, un dirigeant de la dynastie des Qarakhanides. Il est actuellement inscrit sur le registre national du patrimoine culturel immobilier de l'Ouzbékistan.

## Histoire

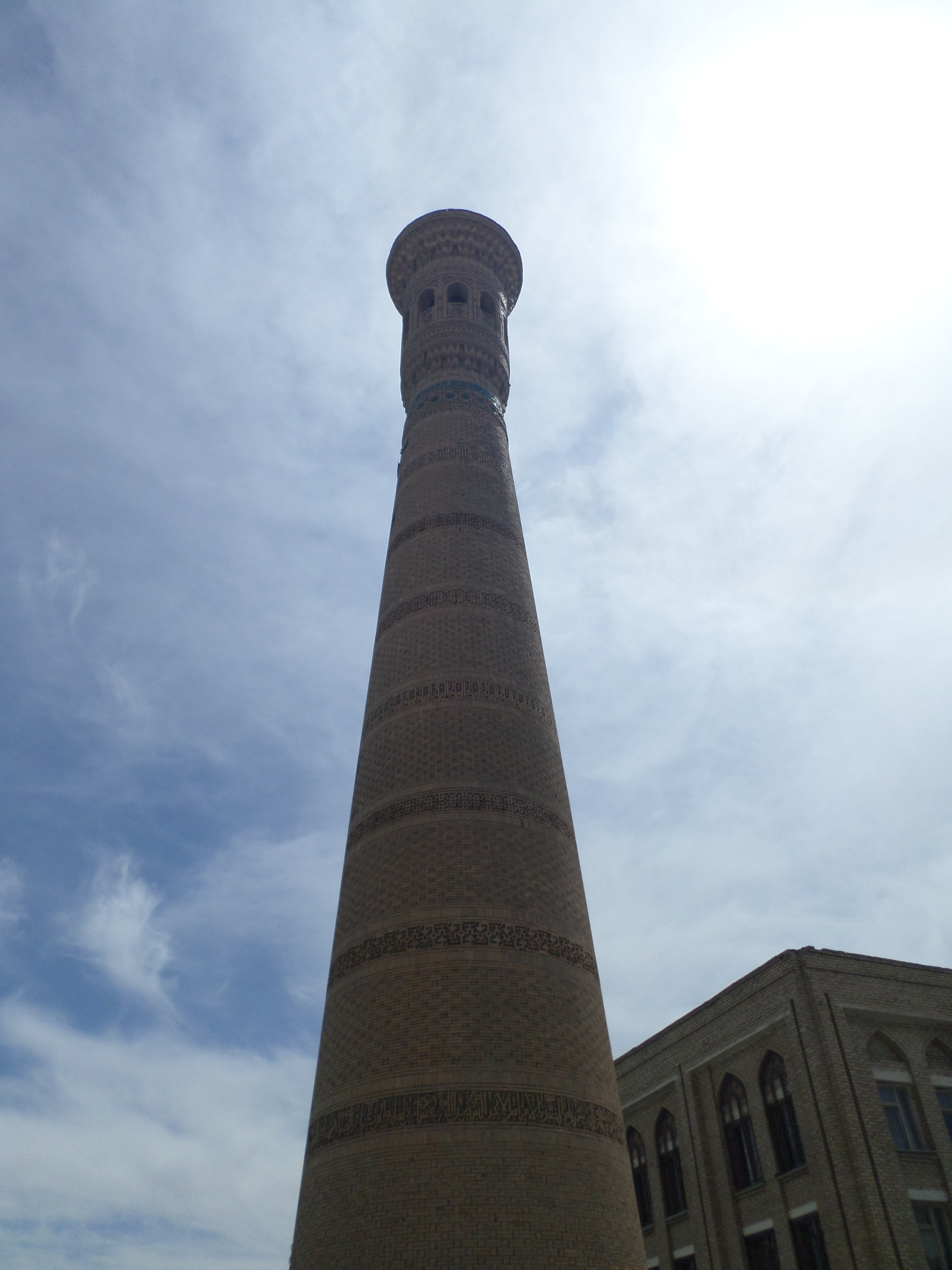
Minaret de Vobkent 14-35

Le minaret de Vobkent a été construit en 1198 par Abdulaziz Sadr, un descendant des sadrs, une noble famille de la dynastie des Qarakhanides, dans le district de Vobkent de la région de Boukhara. En face du minaret, il y avait une madrassa et une mosquée, et certaines parties ont été préservées jusqu'à aujourd'hui. Le minaret a une forme cylindrique avec un sommet conique, décoré de carreaux émaillés colorés. La partie supérieure du minaret est inscrite d'une bande de lettres arabes, chacune contenant plusieurs mots. En 1989, des recherches sur le minaret ont révélé que les blocs d'inscription supérieurs avaient été mal placés lors de la construction. L'inscription supérieure contient un hadith (parole de Mahomet). Les inscriptions sont écrites en écriture kufi. L'inscription supérieure indique également que le minaret a été achevé en 1198. 
Après l'indépendance, il a fait l'objet de travaux de restauration.

## Architecture
Le minaret de Vobkent est constitué de briques cuites, de bois, de pierre et de plâtre. Le minaret est monté sur une base à douze recouvert d'un diamètre de 6,19 mètres en bas et de 2,81 mètres en haut. On y accédait par un escalier en colimaçon à travers une porte située sur le côté de la mosquée adjacente. Les inscriptions inférieures contiennent le nom et l'année du constructeur (Sadr Burhan al-Din Abdulaziz II) dans le style kufique. La base du minaret est enterrée sous le sol, et des études archéologiques ont montré que sa hauteur d'origine était de 2,3 mètres de plus. La hauteur totale du minaret est de 40,3 mètres..